# سابيونيتا
سابيونيتا، (بالإنجليزية: Sabbioneta)‏، (الإيطالية: Subiùnèda)، هي مدينة و(بلدية) في مقاطعة مانتوفا، منطقة لومباردي، شمال إيطاليا. تقع على بعد حوالي 30 كيلومترًا (19 ميلًا) شمال بارما، وهي ليست بعيدة عن الضفة الشمالية لنهر بادي. وقد أدرجت في قائمة التراث العالمي في عام 2008.

## السكان
في سنة 1861 بلغ عدد السكان 6٬862 نسمة، وتطور العدد ليصل في سنة 2011 لـ 4٬313 نسمة.
يظهر هذا المخطط البياني تطور النمو السكاني لـ سابيونيتا

## معرض صور

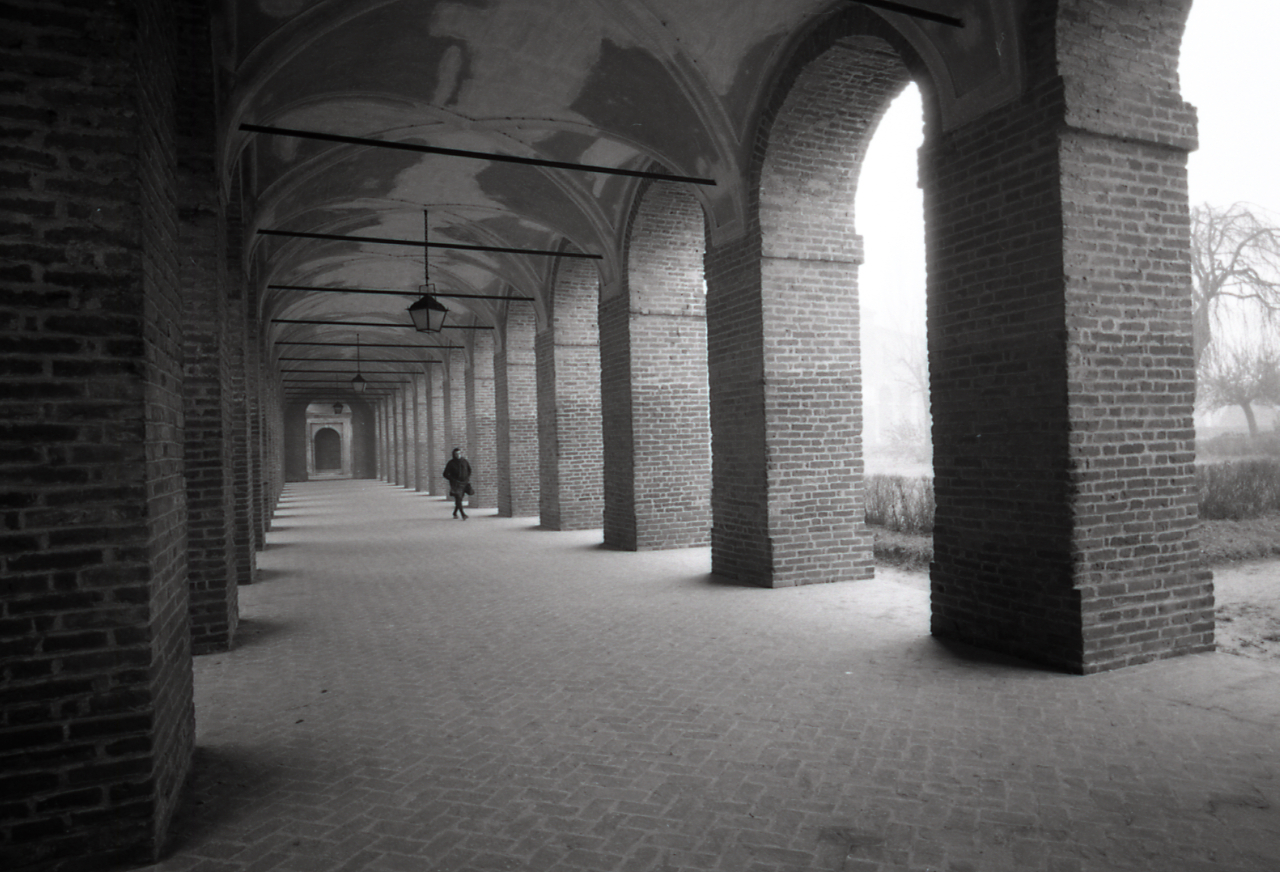
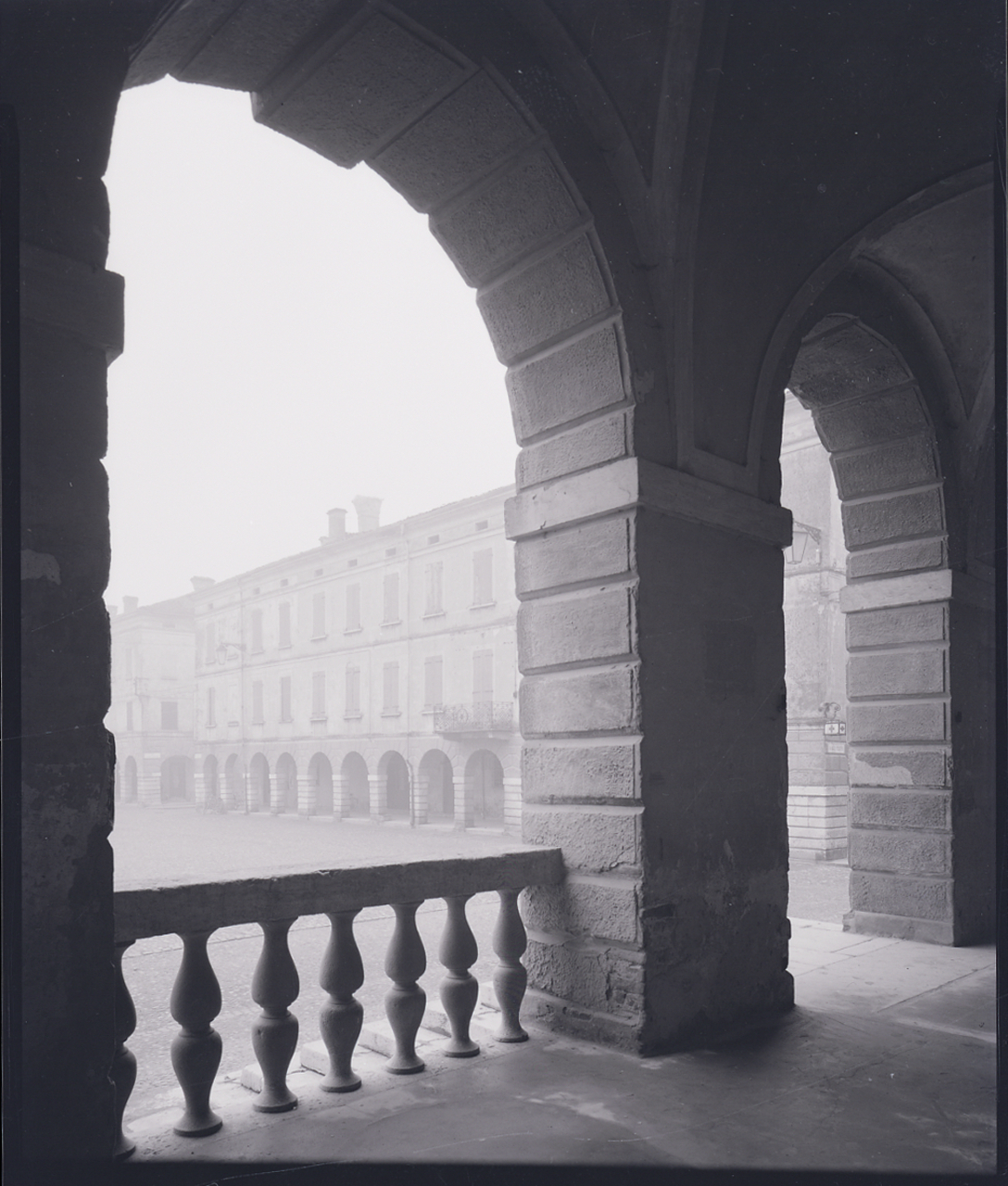
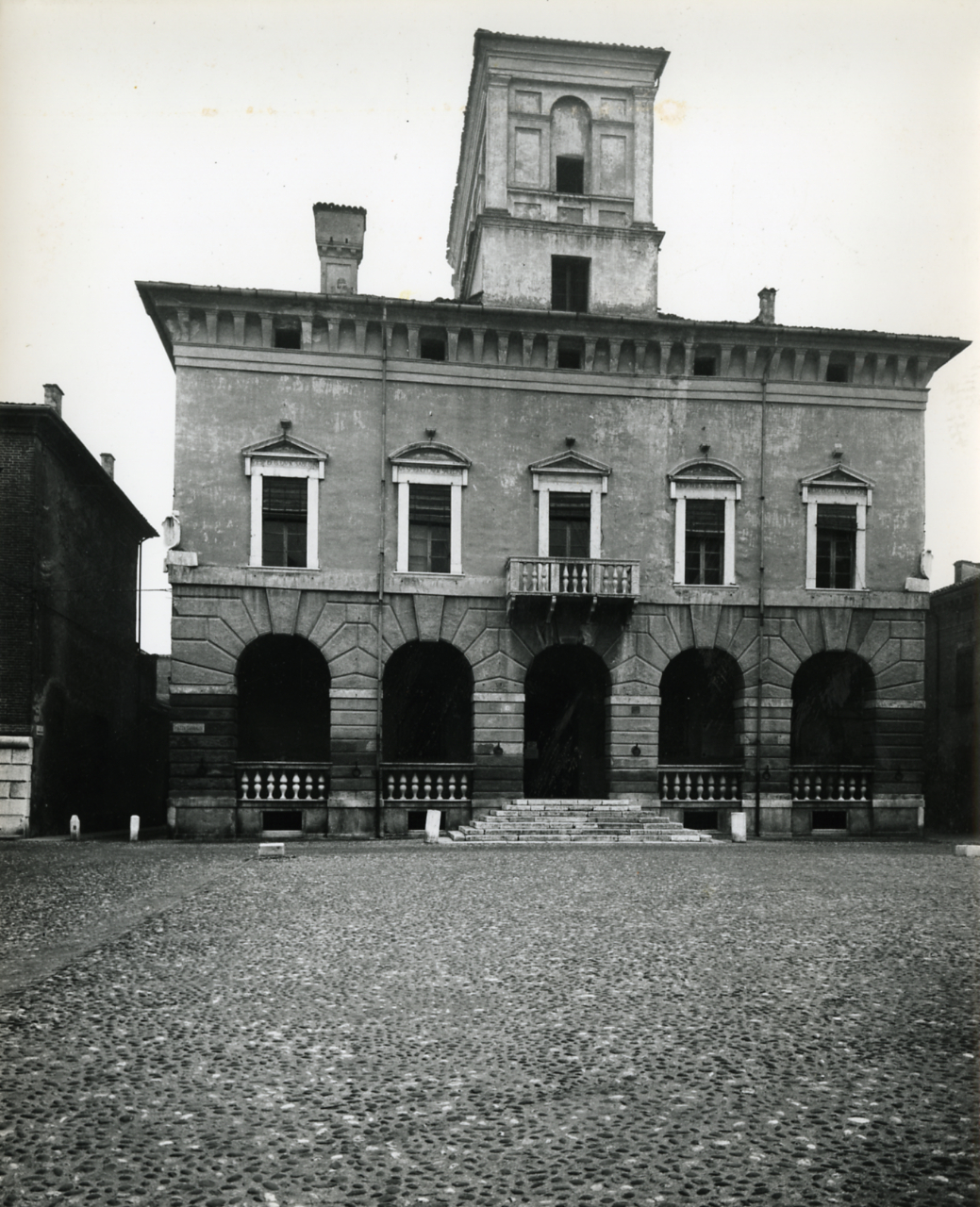
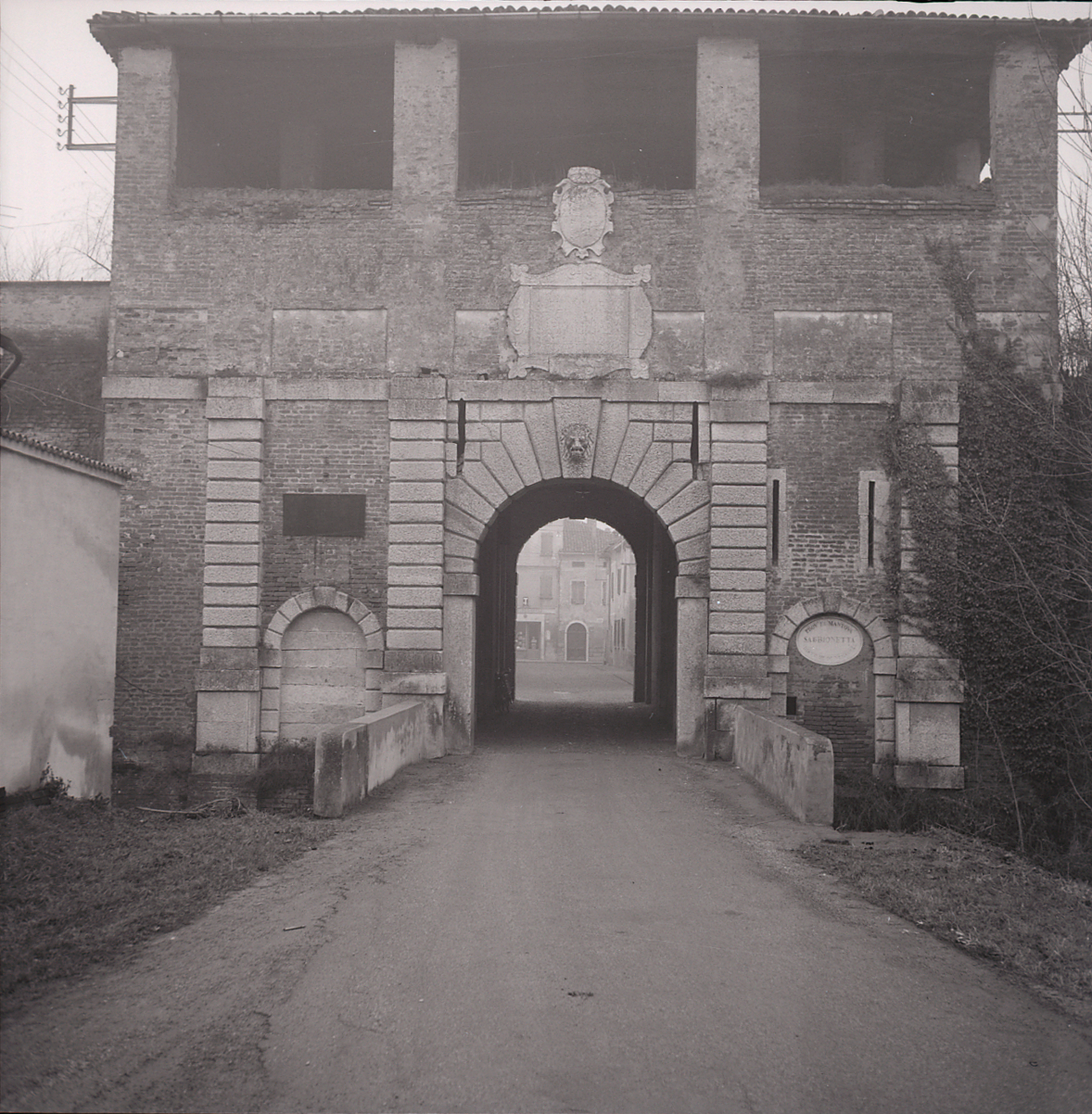

## أعلام
- فسبازيانو غونزاغا